# 11460 Juliafang
11460 Juliafang è un asteroide della fascia principale. Scoperto nel 1981, presenta un'orbita caratterizzata da un semiasse maggiore pari a 2,2434797 UA e da un'eccentricità di 0,1125010, inclinata di 5,09313° rispetto all'eclittica.